# Microchilus palmazuensis
Microchilus palmazuensis är en orkidéart som beskrevs av Paul Ormerod. Microchilus palmazuensis ingår i släktet Microchilus och familjen orkidéer. Inga underarter finns listade i Catalogue of Life.